# Armin Laschet
Armin Laschet (Aken, 18 februari 1961) is een Duitse politicus van de Christlich Demokratische Union Deutschlands (CDU). Van 27 juni 2017 tot 26 oktober 2021 was hij minister-president van de Duitse deelstaat Noordrijn-Westfalen en van 2021 tot 2022 partijvoorzitter. Bij de bondsdagverkiezingen van 2021, waar hij aantrad als kanselierskandidaat, werd hij door Olaf Scholz verslagen.

## Loopbaan
Laschet is sinds 1979 lid van de CDU. Van 1994 tot 1998 was hij voor deze partij lid van het Duitse parlement in Berlijn, de Bondsdag. In de periode van 1999 tot 2005 was hij lid van het Europees Parlement.
In 2005 legde Laschet zijn functie als Europarlementariër neer en keerde hij terug naar Noordrijn-Westfalen, om als minister zitting te nemen in de deelstaatregering van Jürgen Rüttgers (CDU). Hij was hierin verantwoordelijk voor het ministerie van Familie, Vrouwen en Integratie. Na de lokale verkiezingen van mei 2010 werd hij lid van het parlement van de deelstaat (de Landdag) in Düsseldorf.
In juni 2012 werd Laschet verkozen tot CDU-leider in Noordrijn-Westfalen. In december van dat jaar werd hij tevens een van de landelijke vicevoorzitters van de partij, waarmee hij deel ging uitmaken van het Bundespräsidium. In mei 2017 won Laschet de deelstaatverkiezingen in Noordrijn-Westfalen van de toenmalige minister-president Hannelore Kraft van de Sozialdemokratische Partei Deutschlands (SPD). Laschet werd daarop minister-president van een coalitieregering van de CDU en de liberale Freie Demokratische Partei (FDP). Tevens bleef hij lid van de Landdag.

### Partijleider en kanselierskandidaat
Laschet stelde zich in 2020 kandidaat voor het landelijke partijleiderschap van de CDU. Bij de verkiezing voor deze functie, die plaatsvond op 16 januari 2021, kreeg hij concurrentie van de conservatieve Friedrich Merz en de progressieve Norbert Röttgen. Laschet veroverde in de eerste ronde al een nipte voorsprong en werd in de tweede ronde verkozen met 521 stemmen, tegenover 466 voor Merz. Na zijn verkiezing tot voorzitter van het CDU ging de strijd om het kandidaatschap voor lijsttrekker en Bondskanselier van Duitsland bij de Bondsdagverkiezingen van 2021 tussen Laschet en de leider van de Beierse zusterpartij CSU, Markus Söder. Daarin koos het bestuur van de CDU op 19 april 2021 voor Laschet.
Na zestien jaar bondskanselierschap van Angela Merkel stond Laschet voor de opdracht om de CDU/CSU opnieuw een goed verkiezingsresultaat te bezorgen. Zijn populariteit daalde echter nadat hij enkele keren onhandig in de media was gekomen, met name toen hij in juli 2021, tijdens een toespraak van president Steinmeier bij een bezoek aan de door ernstige overstromingen getroffen gebieden in zijn deelstaat, in een enorme lachbui was geschoten.
Onder leiding van Laschet draaiden de Bondsdagverkiezingen voor CDU en CSU uit op een historische nederlaag: de christendemocraten moesten in totaal een verlies van 48 zetels incasseren en bereikten met 24,1% van de stemmen hun slechtste resultaat ooit. De SPD van Olaf Scholz werd de grootste partij. Toch besloot Laschet aanvankelijk het bondskanselierschap te claimen, omdat hij ondanks zijn verlies mogelijkheden zag voor de vorming van een Jamaica-coalitie (CDU/CSU, FDP en B'90/Grüne). Deze houding veroorzaakte echter wrevel bij de CSU en Laschet toonde zich enkele dagen na de verkiezingen bereid om af te treden als partijleider, in een poging de onderhandelingspositie van de christendemocraten tijdens de regeringsformatie te versterken. Dit mocht echter niet baten: in december 2021 trad het kabinet-Scholz (SPD, FDP en B'90/Grüne) aan en belandden CDU en CSU in de oppositie.
Laschet gaf zijn positie als minister-president van Noordrijn-Westfalen in oktober 2021 op om na 23 jaar weer zitting te nemen in de Bondsdag. Hij bleef nog tot en met januari 2022 aan als partijleider van de CDU en werd in die functie opgevolgd door Friedrich Merz.

### Persoonlijk
Laschet is gehuwd en heeft drie kinderen. Hij is praktiserend rooms-katholiek.